# Danny Boyle
Daniel Francis Danny Boyle (ur. 20 października 1956 w Radcliffe) – brytyjski reżyser i producent filmowy; zdobywca Oscara. Reżyser ceremonii otwarcia Igrzysk Olimpijskich 2012 w Londynie.

## Filmografia
- 1994: Płytki grób (Shallow Grave)
- 1996: Trainspotting
- 1997: Życie mniej zwyczajne (A Life Less Ordinary)
- 2000: Niebiańska plaża (The Beach)
- 2001: Odkurzając zupełnie nago w raju (Vacuuming completely nude in paradise)
- 2002: Alien Love Triangle
- 2002: 28 dni później (28 Days Later)
- 2004: Milionerzy (Millions)
- 2007: W stronę słońca (Sunshine)
- 2008: Slumdog. Milioner z ulicy (Slumdog Millionaire)
- 2010: 127 godzin
- 2013: Trans
- 2015: Steve Jobs
- 2017: T2 Trainspotting
- 2019: Yesterday
- 2025: 28 lat później

## Nagrody
- Nagroda Akademii Filmowej 2009: Najlepszy reżyser za Slumdog. Milioner z ulicy
- Złoty Glob 2009: Najlepszy reżyser za Slumdog. Milioner z ulicy
- Nagroda BAFTA
  - 2009: Najlepszy reżyser za Slumdog. Milioner z ulicy
  - 1995: Nagroda im. Alexandra Kordy dla najwybitniejszego brytyjskiego filmu roku za Płytki grób